# Petr Pavelec
Petr Pavelec (* 1. ledna 1965 Český Krumlov) je český historik, památkář, od 1. ledna 2013 ředitel územní památkové správy Národního památkového ústavu v Českých Budějovicích. Zabývá se metodikou restaurování a výzkumem historických nástěnných maleb a kamenosochařských děl.

## Život a působení
Narodil se v Českém Krumlově 1. ledna 1965. Vyrůstal ve Vyšším Brodě a začal se zde věnovat vodáckému sportu. Ve slalomu pokračoval i v Českých Budějovicích, kde studoval Střední průmyslovou školu stavební. V roce 1994 dokončil studium oborů filozofie a historie na Filozofické fakultě Univerzity Karlovy v Praze s titulem Mgr.
V letech 1998–2004 studoval a nedokončil postgraduální doktorské studium v oboru středověké výtvarné umění na Filozofické fakultě UK Praha (prof. Homolka) a v letech 2006–2013 absolvoval doktorské studium v oboru dějiny umění na katedře dějin umění Univerzity Palackého v Olomouci (prof. Ivo Hlobil). Svojí dizertační prací Středověká nástěnná malba v jižních Čechách: Sumarizace výzkumu nově odkrytých a restaurovaných maleb v období mezi roky 1993 - 2012 obhájil titul Ph.D.

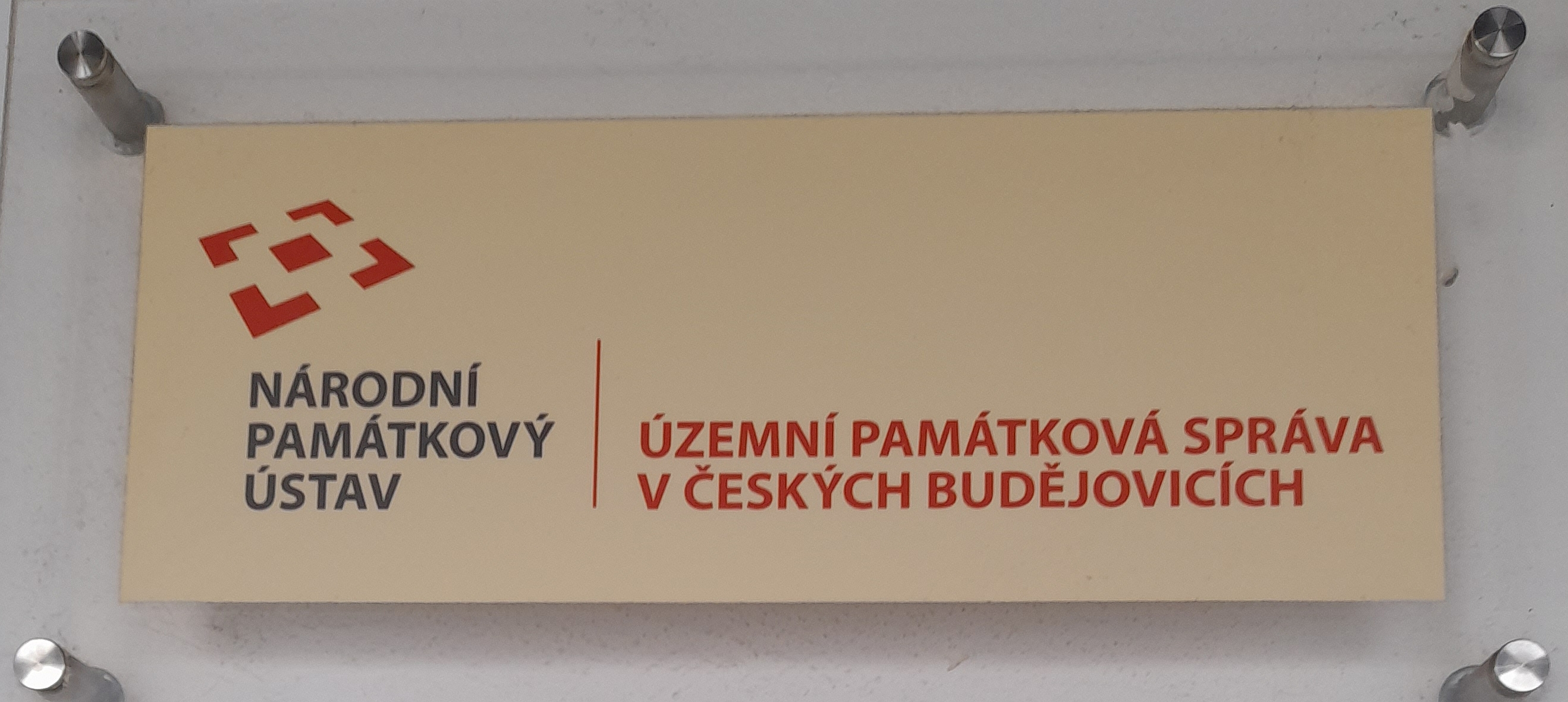
Označení sídla instituce na nám. Přemysla Otakara II v Českých Budějovicích

Od roku 1991 pracoval pro Státní památkový ústav České Budějovice postupně jako referent, vedoucí uměleckohistorického oddělení, náměstek ředitele (2006), ředitel územního odborného pracoviště (2007). Od 1. ledna 2013 byl jmenován ředitelem územní památkové správy v Českých Budějovicích.
Vedle profesních aktivit byl členem realizačních týmů na projektech restaurování fasád Horního hradu v Českém Krumlově (cena Europa Nostra 2008), restaurování zámku Kratochvíle, restaurování klášterního areálu ve Zlaté Koruně, restaurování sgrafitových fasád měšťanských domů ve Slavonicích, nebo restaurování středověkých kostelů v zaniklých obcích někdejšího pohraničního pásma v jižních Čechách (Cetviny, Polná, Boletice), a stavebních oprav, restaurování interiérů a zpřístupnění zámku ve Vimperku pod názvem Muzeum Vimperska.
Na pozoruhodných nástěnných malbách v jednom z polí severního křídla ambitu dominikánského kláštera v Českých Budějovicích ztotožnil postavy s královskými insigniemi, nacházející se pod pláštěm Panny Marie, s římským císařem a králem Karlem IV. (1316–1378) a jeho synem Václavem IV. (1361–1419).
Působil jako hlavní manažer projektu Hradní muzeum Český Krumlov v letech 2009–2011. Inicioval projekt NPÚ Po stopách šlechtických rodů a je autorem tří jeho etap (Rožmberský rok 2011 s výstavou Rožmberkové ve Valdštejnské jízdárně v Praze 2011, Velká hradozámecká inventura 2015 s výstavou Hrady a zámky objevované a opěvované v Jízdárně Pražského hradu a Šlechta českých zemí v evropské diplomacii 2018). Byl spoluřešitelem vědeckovýzkumného projektu Ministerstva kultury ČR NAKI s názvem Každodenní život a kulturní vliv aristokracie v Českých zemích a ve střední Evropě v kontextu veřejně přístupných historických sídel ve správě Národního památkového ústavu – instalace, prezentace, aplikace, 2010–2015.

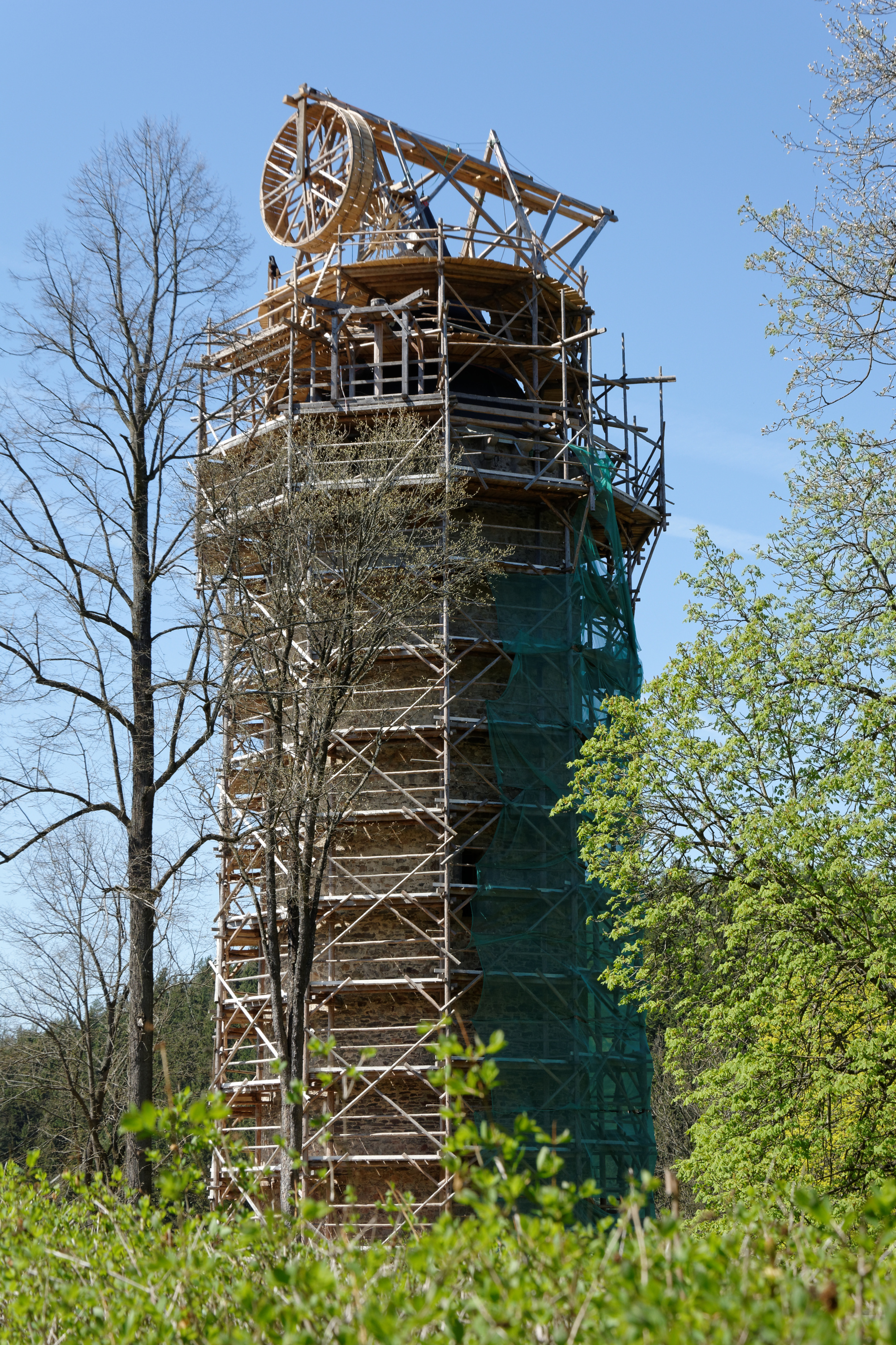
Věž Jakobínka, replika středověkého jeřábu podle Fillipa Brunelleschiho

V letech 2012-2020 připravil a řídil experimentální projekt opravy středověké věže Jakobínka v Rožmberku nad Vltavou středověkými stavebními technologiemi za použití funkční repliky středověkého jeřábu. Okolo věže bylo vystavěno speciální lešení z ručně opracovaného dřeva vytěženého v místním lese. Po více než sto letech tak byla věž opravena a zpřístupněna veřejnosti. V roce 2023 získal Národní památkový ústav na MUSAIONfilmu v Uherském Brodě Cenu Františka Pospíšila (1885–1958) za cenné ztvárnění projektu záchrany kulturní památky na hradě Rožmberk ve filmu Restaurování Jakobínky – Cesta za poznáním a pamětí a Cenu Evropského dědictví/ Europa Nostra Awards.
Byl aktivním účastníkem přípravy a průběhu celoročního projektu roku 2025 VLTAVA slavná & splavná a je kurátorem stejnojmenné výstavy v Jízdárně Pražského hradu.
Od roku 1996 je externím lektorem na Filozofické fakultě Jihočeské univerzity v oboru dějiny a metodologie památkové péče.

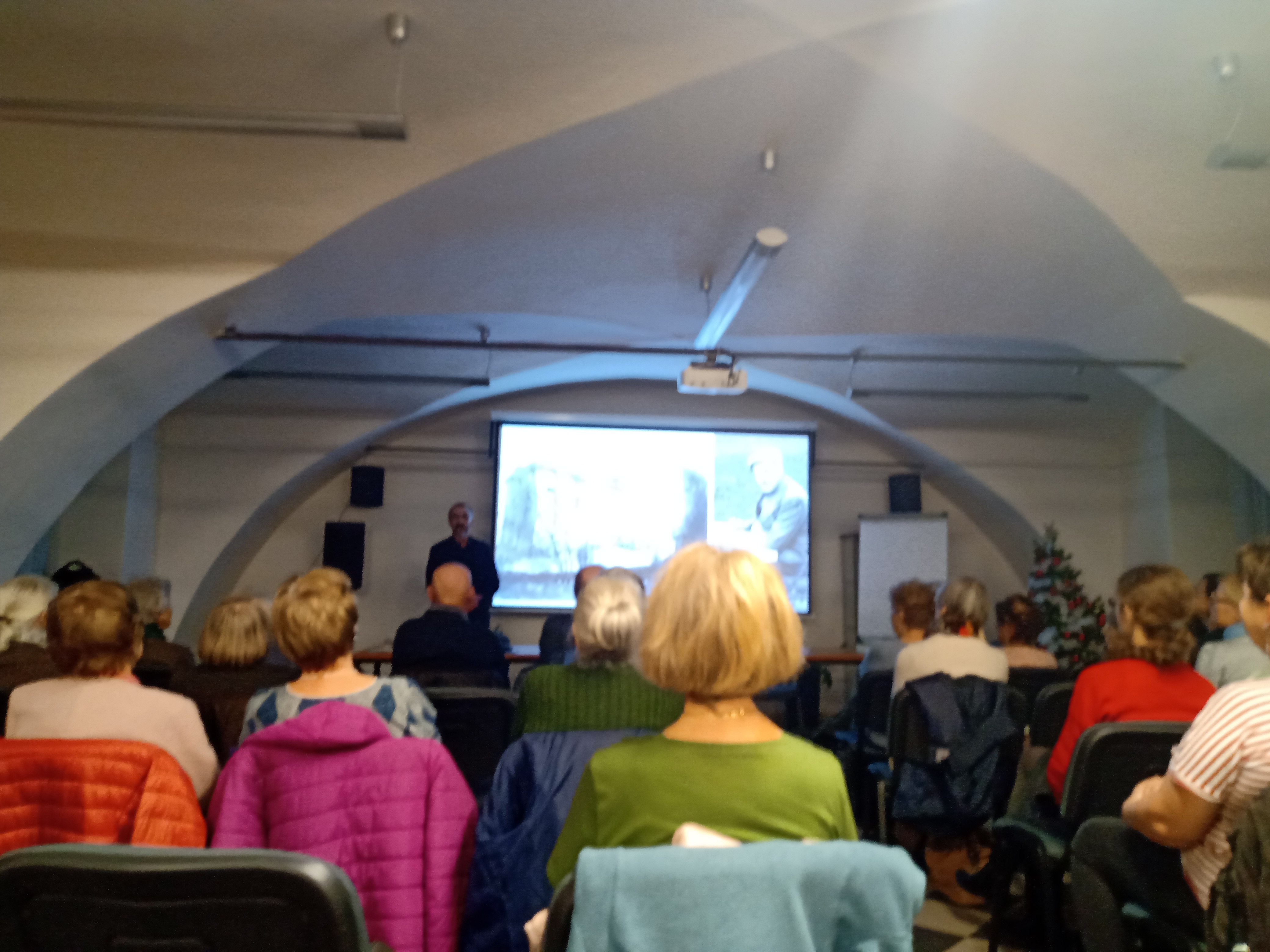
Přednáškový cyklus

Je členem Českého národního komitétu ICOMOS, členem památkové komise Rady města České Budějovice a pracovní skupiny pro Program regenerace městské památkové rezervace při Magistrátu města České Budějovice. Od roku 2006 organizuje a aktivně přispívá do přednáškového cyklu NPÚ v Českých Budějovicích.

## Dílo
Publikuje v odborném i regionálním tisku.
- PAVELEC, Petr. České Budějovice - Eglise abbatiale de la Présentation de la Vierge Marie: guide d'art et d'histoire. Ilustrace Alois MARTAN. České Budějovice: Petr Pavelec, 1997. 24 s.
- PAVELEC, Petr. České Budějovice - klášterní kostel Obětování Panny Marie: uměleckohistorický průvodce. Ilustrace Alois MARTAN. České Budějovice: Petr Pavelec, 1997. 24 s.
- PAVELEC, Petr. Kostel sv. Víta v Českém Krumlově: uměleckohistorický průvodce. České Budějovice: Petr Pavelec, 1999. 22 s.
- PAVELEC, Petr. St. Veits-Kirche in Český Krumlov: kunsthistorischer Begleiter. České Budějovice: Petr Pavelec, 1999. 22 s.
- PAVELEC, Petr. Český Krumlov, kouzelné město uprostřed Evropy: průvodce městem a zámkem. České Budějovice: Petr Pavelec, 2001. 100 s.
- PAVELEC, Petr. Kájov - a place of pilgrimage: a brief guide. Překlad Ivan MAREK. České Budějovice: Petr Pavelec, 2005. 32 s.
- TŮMOVÁ VITÁSKOVÁ, Dana, CICHROVÁ, Kateřina, PAVELEC, Petr ed. Bellaria: František Jakub Prokyš - rokokový malíř. České Budějovice: Foto Mida, 2008. 151 s. ISBN 978-80-902967-6-3
- HAJNÁ, Milena, PAVELEC, Petr, VAVERKOVÁ, Zuzana, Chateau Kratochvíle. 1st ed. České Budějovice: National Heritage Institute, 2011. 115 s. ISBN 978-80-85033-38-0
- PAVELEC, Petr. Metodika pro přípravu a realizaci historicky poučených festivit v prostředí hradů a zámků - I. 1. vydání. Praha: Národní památkový ústav, 2015. 242 stran. ISBN 978-80-87890-16-5
- GAŽI, Martin, ed., PÁNEK, Jaroslav, ed. a PAVELEC, Petr, ed. Die Rosenberger: eine mitteleuropäische Magnatenfamilie. Překlad Markéta EDEROVÁ, překlad Ivan MAREK, překlad Steffen BECKER. 1. Ausgabe. České Budějovice: Národní památkový ústav, 2015. 651 stran. ISBN 978-80-87890-08-0
- Povrchové úpravy historických staveb: konferenční příručka : 17. specializovaná konference stavebněhistorického průzkumu: Rožmberk nad Vltavou, Horní hrad, 19.-22. června 2018. České Budějovice: Národní památkový ústav, územní odborné pracoviště v Českých Budějovicích, 2018. 24 stran. ISBN 978-80-85033-82-3
- PAVELEC, Petr, ed., GAŽI, Martin, ed. a HAJNÁ, Milena, ed. Ve znamení Merkura: šlechta českých zemí v evropské diplomacii. Vydání první. České Budějovice: Národní památkový ústav, 2020. 823 stran. ISBN 978-80-87890-31-8
- PAVELEC, Petr, ed., GAŽI, Martin, ed. a HAJNÁ, Milena, ed. The nobility of the Czech Lands on the chessboard of European diplomacy. Překlad Lucie KASÍKOVÁ, překlad Christopher STEER. First edition. České Budějovice: National Heritage Institute, 2022. 823 stran.ISBN 978-80-87890-40-0
- PAVELEC, Petr. Náš dům na budějovickém Pražském předměstí a jeho obyvatelé. Vydání první. České Budějovice: Petr Pavelec, 2023. 79 stran. ISBN 978-80-909119-0-1
- FAKTOR, Ondřej, PAVELEC, Petr. Středověké nástěnné malby na jihu Čech. Vydání první. České Budějovice: Národní památkový ústav, 2025. 339 stran. Monumenta, XI. ISBN 978-80-87890-53-0